# Joezjnaja (luchtvaartmaatschappij)
Joezjnaja (Cyrillisch alfabet: Южная; "zuidelijk") is een Kazachse luchtvaartmaatschappij met thuisbasis in Almaty.

## Geschiedenis
Joezjnaja werd opgericht in 1999.

## Vloot
De vloot van Joezjnaja bestaat uit:(feb.2007)
- 1 Iljoesjin Il-86
- 1 Tupolev Tu-154B
- 1 Iljoesjin Il-18GrM